# 出雲大東窯
出雲大東窯（いずもだいとうがま）は、島根県雲南市大東町で焼かれる焼き物。また、その工房のことである。

## 概要
戦時中、兵器部品の原料としてモリブデン鉱石の需要が高まっており、大東鉱山を始めとした大東町の鉱山も盛んに採掘され、日本のモリブデンの総産出量の66％を占めていた。だが、鉱石の減少や貿易自由化により安く入手できる外国産モリブデンに押され、徐々に閉山に追い込まれた。
大東鉱山は、昭和60年頃まで採掘が続いていたものの、閉山。1971年、大東鉱山（太陽鉱工株式会社）の敷地内に、大東鉱山所所長が開窯したのが出雲大東窯である。出雲大東窯で使われる釉薬には、モリブデン鉱が使われており、翡翠色や鶯色などの緑色系の落ち着いた色合いの陶器となる。主に日用雑器や茶器、壺などの器のほか、動物の置物などが作られている。陶芸体験なども実施している。